# 小行星6071
小行星6071（英語：6071 Sakitama）是一颗围绕太阳公转的小行星。1992年1月4日，T. Hioki、早川修司在奥多摩町发现了此天体。
这颗小行星的绝对星等为278.15142等。